# Лазарь из Вифании

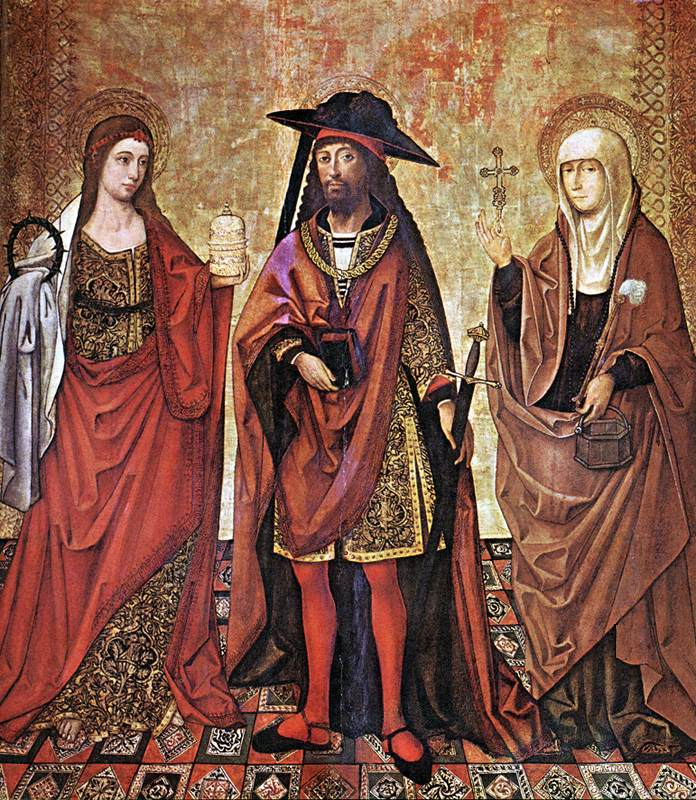
Лазарь с сёстрами Марфой и Марией.
Неизвестный испанский художник. Первая четверть XVI века

Ла́зарь из Вифа́нии, Лазарь Четверодне́вный (Лазарь — ивр. אֶלְעָזָר‎ , Elʿāzār, Елеазар — буквально «Бог (мне) помог»; 3 год, Вифания — 63 год, Китион) — согласно Евангелию от Иоанна, житель Вифании, брат Марфы и Марии, которого Иисус Христос воскресил через четыре дня после смерти (Ин. 11:1-44). После Воскресения Христа Лазарь был вынужден из-за преследований покинуть Иудею и перебраться на Кипр в 33 году н. э., где вскоре апостолы Павел и Варнава в 45 году поставили его первым епископом Китиона (старое название города Ларнаки). Он 18 лет служил епископом на Кипре. После воскрешения он прожил ещё тридцать лет, а затем во второй раз скончался на Кипре в 63 году.
Память в Православной церкви совершается в субботу шестой седмицы Великого поста — Лазарева суббота и 17 (30) октября — празднование в честь перенесения мощей. Прославлен во святых как праведный. Православная церковь считает его епископом Китийским. Католическая церковь совершает память Лазаря 17 декабря и считает его первым епископом Марселя.

## Евангельское повествование
Из евангелистов о Лазаре сообщает только Иоанн. Евангельский рассказ связан только с событиями воскрешения Лазаря.

Был болен некто Лазарь из Вифании, из селения, [где жили] Мария и Марфа, сестра её. Мария же, которой брат Лазарь был болен, была [та], которая помазала Господа миром и отерла ноги Его волосами своими. Сестры послали сказать Ему: Господи! вот, кого Ты любишь, болен. Иисус, услышав [то], сказал: эта болезнь не к смерти, но к славе Божией, да прославится через неё Сын Божий. Иисус же любил Марфу и сестру её и Лазаря.
— Ин. 11:1-5

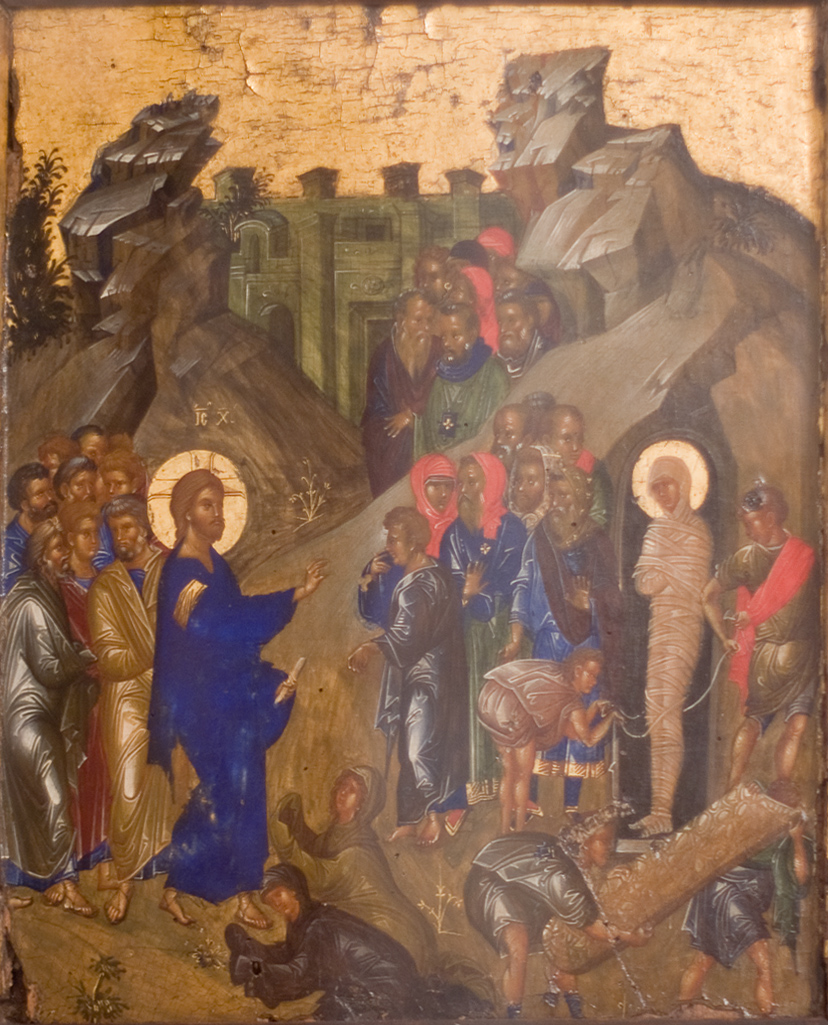
Воскрешение Лазаря.
Византийская икона. Конец XIV — начало XV века. Государственный Русский музей

Иисус уже по дороге в Вифанию знал, что Лазарь умер, но шёл с учениками, «дабы вы уверовали» (Ин. 11:15). На дороге он был встречен Марфой, которая на его вопрос: «Я есмь воскресение и жизнь; верующий в Меня, если и умрет, оживет. И всякий, живущий и верующий в Меня, не умрет вовек. Веришь ли сему?» ответила: «Господи! я верую, что Ты Христос, Сын Божий, грядущий в мир» (Ин. 11:25-27).
По дороге к гробнице Лазаря Иисус заплакал, и иудеи, видевшие это, говорили: «смотри, как Он любил его». Когда подошли к пещере, в которой был погребён Лазарь, и отвалили от неё камень, Иисус стал молиться:

Отче! благодарю Тебя, что Ты услышал Меня. Я и знал, что Ты всегда услышишь Меня; но сказал [сие] для народа, здесь стоящего, чтобы поверили, что Ты послал Меня. Сказав это, Он воззвал громким голосом: Лазарь! иди вон.
— Ин. 11:41-43

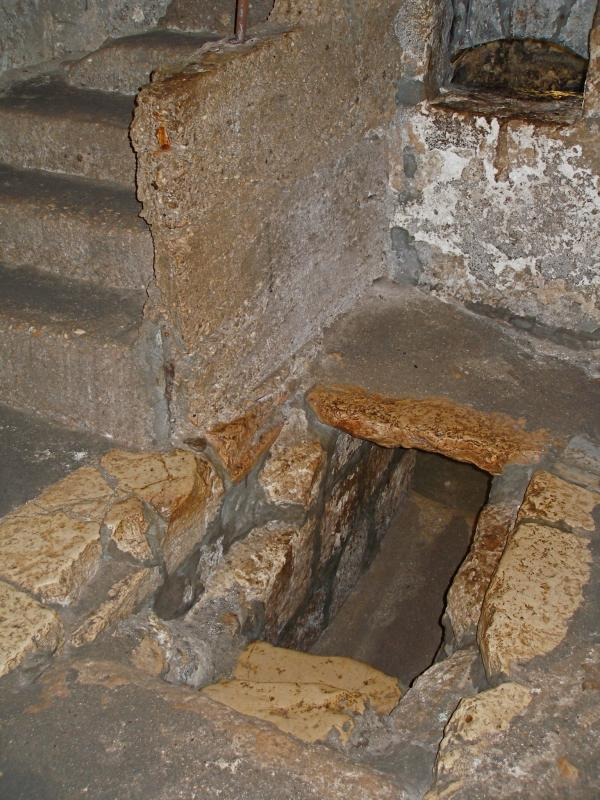
Вход в погребальную камеру Лазаря в Вифании

После этих слов из пещеры вышел воскресший Лазарь, «обвитый по рукам и ногам погребальными пеленами». Иисус повелел развязать его.
Как повествует Иоанн Богослов, многие видевшие это чудо уверовали в Иисуса, но фарисеи из страха «c этого дня положили убить Его» (Ин. 11:53).
После воскрешения Лазарь упоминается как один из возлежавших на вечере в Вифании, на которой Мария помазала ноги Иисуса миром (Ин. 12:1-3). Как повествует евангелист, многие из иудеев в тот день пришли в Вифанию «не только для Иисуса, но чтобы видеть и Лазаря, которого Он воскресил из мертвых» (Ин. 12:9).

### Богословское толкование

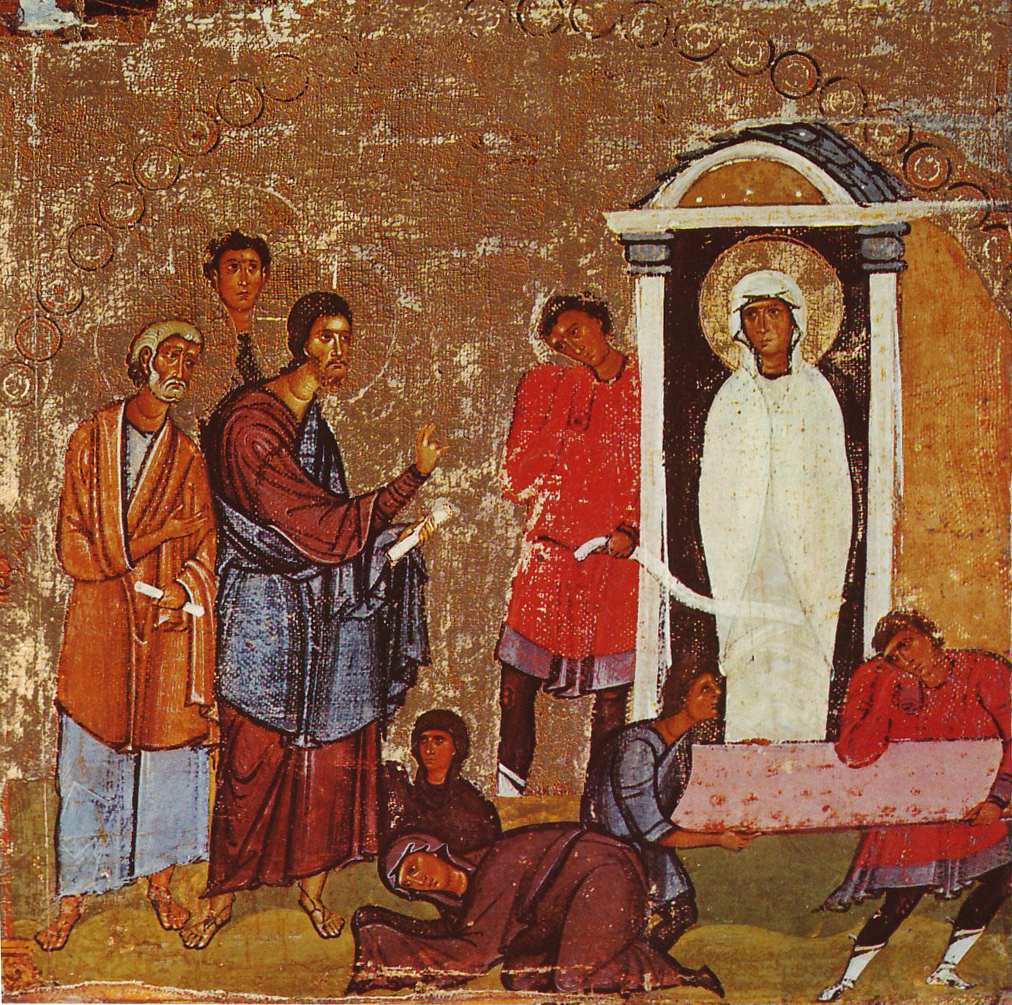
Воскрешение Лазаря
(икона, XII век, монастырь Святой Екатерины)

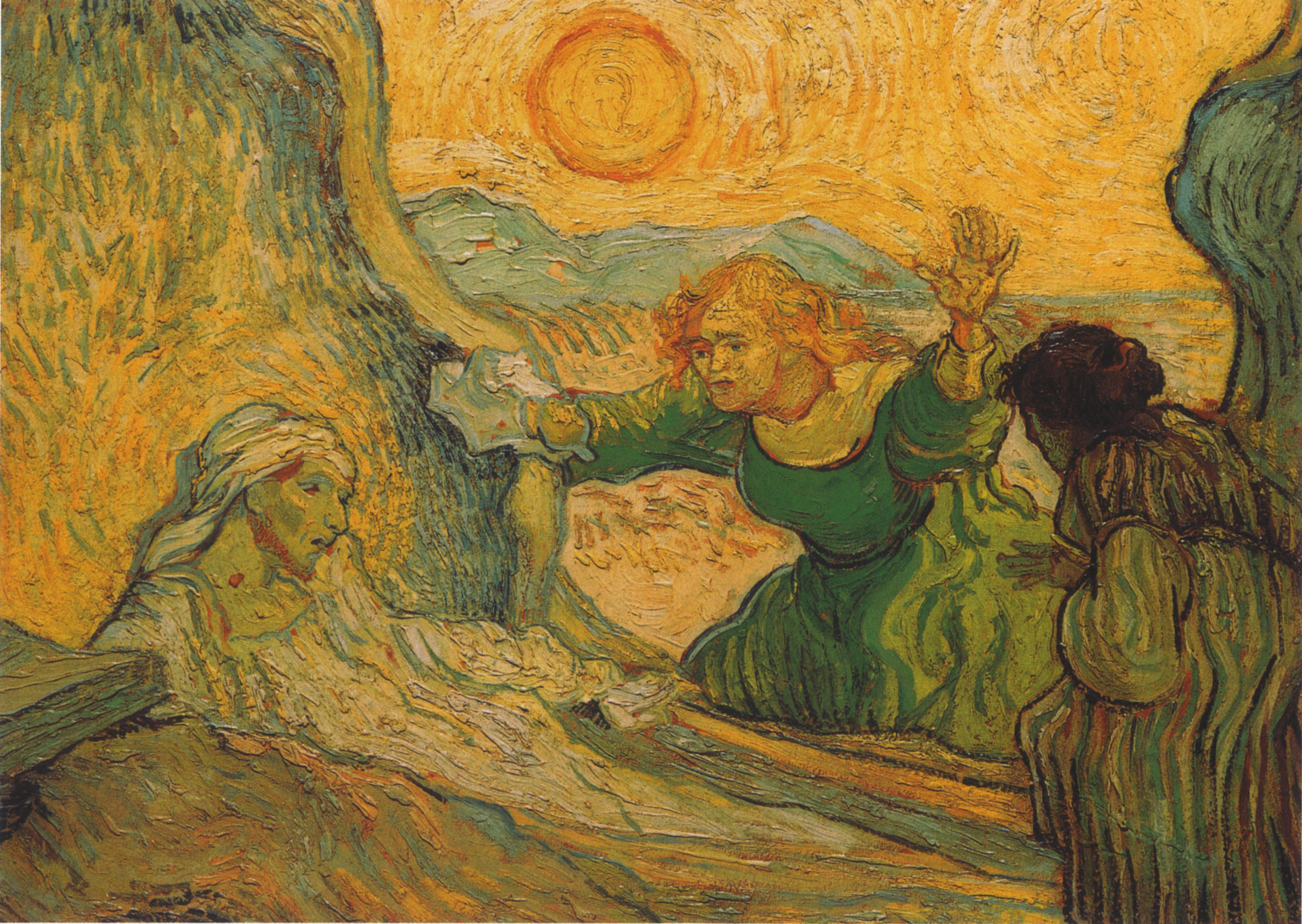
Воскрешение Лазаря.
Картина ван Гога. 1890. Музей Винсента Ван Гога

В Толковой Библии преемников А. П. Лопухина отмечается, что Иисус не пошёл сразу в Вифанию, как только узнал о болезни Лазаря, но промедлил два дня в Перее, так как подчинил своё личное желание увидеть и помочь больному другу воле Бога Отца. Иисус в разговоре с учениками называет смерть Лазаря сном, как он обычно это делал в подобных случаях (Мф. 9:24, Мк. 5:39). Публичная молитва Иисусом Христом произносится для того, чтобы присутствующие при чуде знали, что оно есть результат его молитвы к Отцу, а не случайность или результат действия сатанинской силы, в общении с которой Иисуса обвиняли (Мк. 3:22).
Феофилакт Болгарский так трактует слова Иисуса, обращённые к ученикам, в которых он радуется за них, что его не было в Вифании при болезни Лазаря:

Некоторые слова Господа: радуюсь за вас понимали так: что Я не был там, это послужит для утверждения вас в вере. Ибо, если бы Я был там, Я исцелил бы больного. Чудом было бы и это, но оно показало бы мало силы Моей. А теперь, когда Меня там не было и последовала смерть Лазаря, а Я пойду и воскрешу его, вы должны более утвердиться в вере в Меня. Ибо увидите, что Я силен делать и то, чего прежде ещё не явил, именно: воссозидать и воскрешать мертвеца, уже разложившегося и издающего гнилой запах.
— Феофилакт Болгарский. Толкование на Евангелие от Иоанна.
Особое значение богословы придают скорби и слёзам Иисуса по Лазарю. Это рассматривается как одно из доказательств двойственной природы Христа: «ибо был воистину Человек и желал удостоверить в действительности Своей Человеческой природы, то позволил ей сделать своё». Иоанн Дамаскин пишет: «Не человеческая природа воскресила Лазаря, но и не Божество проливало слезы у его гроба».

## Церковное предание

### Православие
Позднее греческое предание сообщает, что Лазарь после своего воскресения прожил ещё 30 лет и был епископом Китийским на острове Кипре, где и скончался. Впервые сведения о пребывании Лазаря на Кипре встречаются у Иоанна Эвбейского (первая половина VIII века). Святитель Димитрий Ростовский сообщал, что на Кипр Лазарь попал во время гонений на Иерусалимскую церковь, начавшихся после убийства Первомученика Стефана. Его вместе со святыми Максимином и Келидонием изгнали из Иудеи и пустили в море на лодке без вёсел, которая приплыла к Кипру. В епископы Лазарь был рукоположён апостолом Варнавой. На Кипре Лазарь, как и апостолы, проповедовал учение Христа. По тому же преданию, на Кипре Лазаря посетила Богородица и вручила ему омофор, сделанный её руками.

### Католицизм
Согласно западной традиции, отражённой в «Золотой легенде», Лазарь вместе с Марфой и Марией Магдалиной (которую западная традиция считает его сестрой, Марией из Вифании) и прочими спутниками отправились в Марсель и проповедовали христианство среди местных язычников. Лазарь стал первым епископом Марселя.
После крестовых походов часть его мощей была перенесена в Марсель из Константинополя. До того события в Константинополь была передана только часть его мощей, его голова была оставлена на Кипре. Считается, что в основу католического предания о Лазаре был положен образ Лазаря, епископа города Экс (407 год), вернувшегося из Палестины, чтобы окончить жизнь в Марселе. Так возникла легенда, что святой Лазарь из Вифании проповедовал на территории будущей Франции, где стал епископом Марселя. Впоследствии его мощи были перенесены в кафедральный собор Отёна.

## Почитание

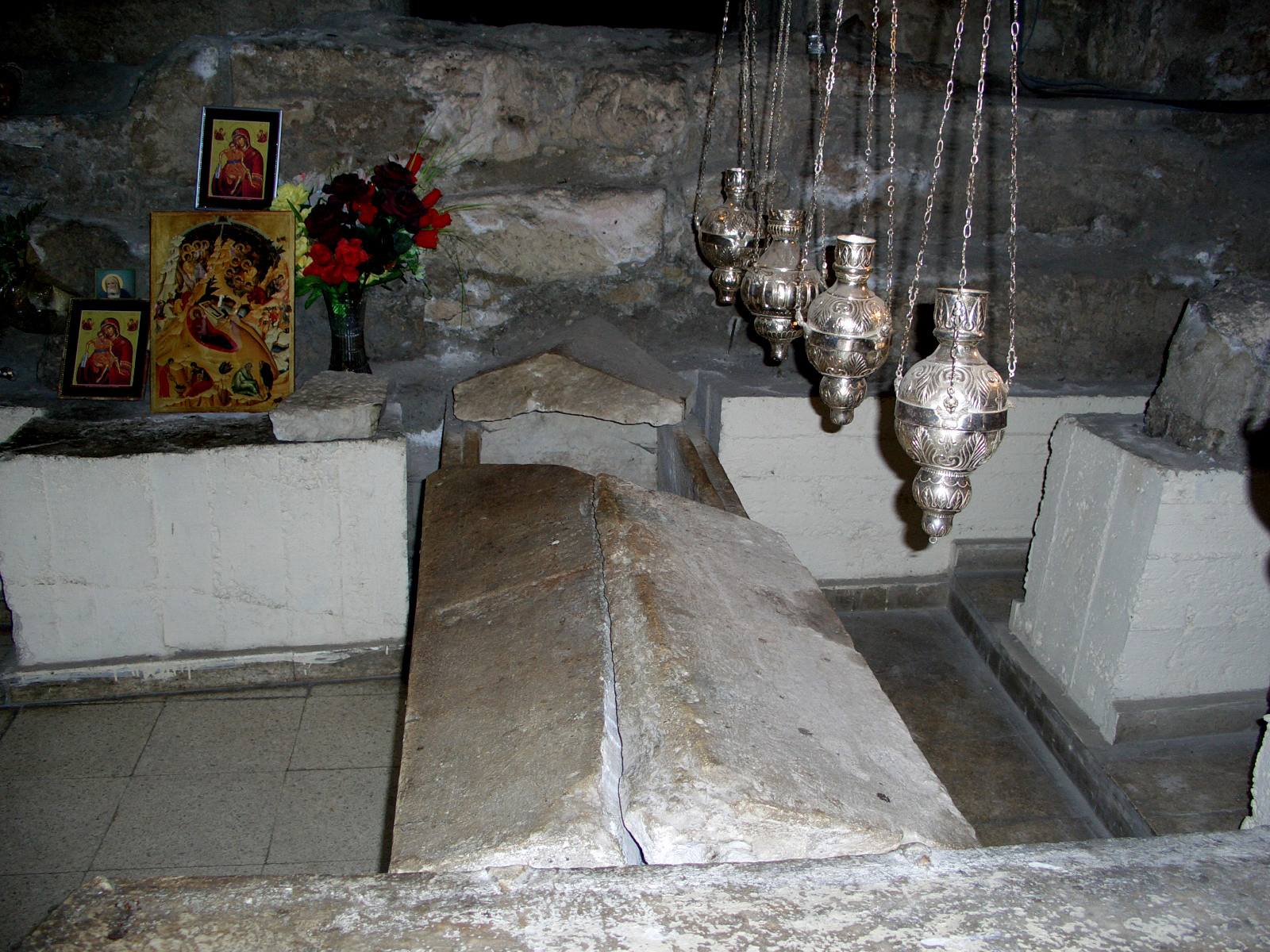
Гробница праведного Лазаря в церкви Святого Лазаря в Ларнаке.

Согласно православной традиции, мощи праведного Лазаря были обретены в 901/2 году в городе Китии (современная Ларнака) в мраморной раке, на которой было написано: «Лазарь Четверодневный, друг Христов». При императоре Льве Мудром (886—912) мощи Лазаря были перенесены в Константинополь, где были положены в храме во имя Праведного Лазаря. В конце IX — начале X века над могилой Лазаря в Ларнаке была построена церковь Святого Лазаря. В 1972 году в этом храме была обнаружена мраморная рака с человеческими останками, которые идентифицировали как мощи святого Лазаря, которые, вероятно, не полностью были вывезены в Константинополь. Глава Лазаря выставлена в храме в ковчеге для поклонения.
Первая могила праведного Лазаря (где, согласно Евангелию, воскресил его Иисус Христос) в Вифании в настоящее время принадлежит мусульманам и за её посещение взимается плата, в непосредственной близости от неё находится мечеть. Чуть далее расположены две церкви — православная и католическая. Сама Вифания получила в византийскую эпоху название Лазарион, а позднее мусульмане стали называть её Эль-Азария (производное от имени Лазарь по-арабски).

## Лазарь в изобразительном искусстве

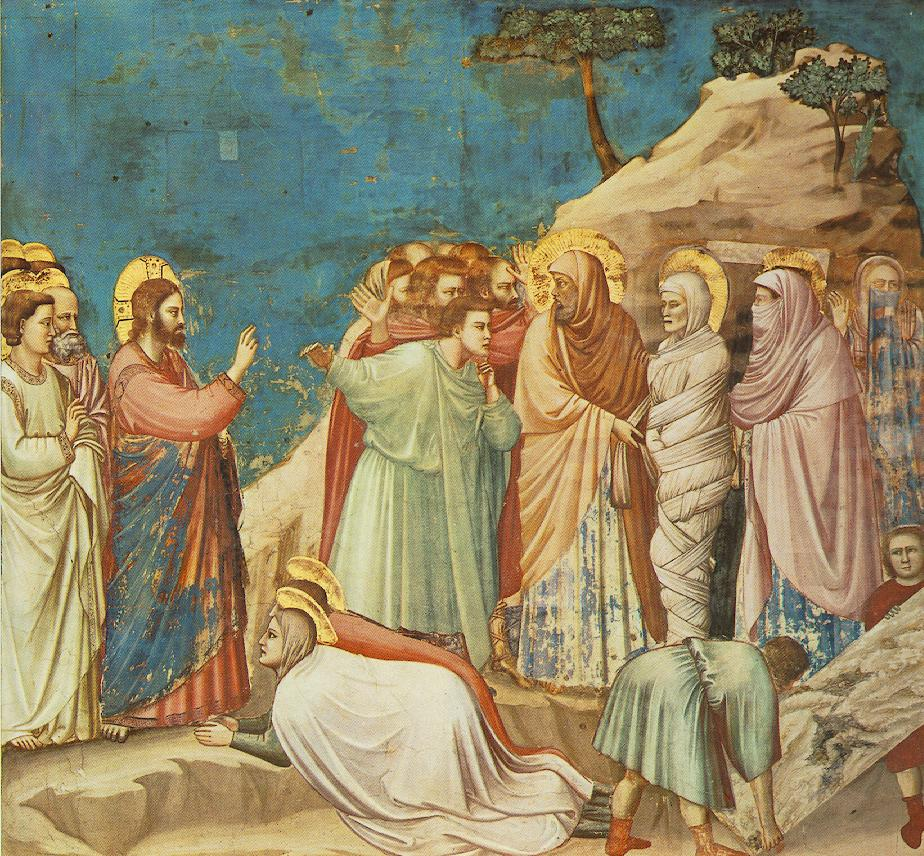
Воскрешение Лазаря. Фреска Джотто в капелле Скровеньи

Данный сюжет чрезвычайно популярен, как в католической, так и в православной художественной традиции.
- Воскрешение Лазаря (Гверчино)
- Воскрешение Лазаря (Рембрандт)
- Воскрешение Лазаря (Караваджо)

## Прочие Лазари в Новом Завете
- Лазарь — герой притчи Христа о богаче и Лазаре.